# Bari Wood
Pour les articles homonymes, voir Wood.
Œuvres principales
- Faux-semblants
- Double Vue

Bari Wood, née le 31 décembre 1936 à Jacksonville en Illinois, est une romancière américaine, spécialiste du récit fantastique et d'horreur.

## Biographie
Bari Wood est née en 1936 à Jacksonville en Illinois. Elle est la fille d'Israel S. Prosterman et de Gertrude Ritman. Elle a grandi à Chicago et dans les environs et est diplômée de la Northwestern University à Evanston, dans l'Illinois, avec un diplôme en anglais. Elle a déménagé à New York en 1957, où elle a d'abord travaillé à la bibliothèque de l'American Cancer Society, plus tard en tant que rédactrice en chef de la publication de l'association, CA : A Cancer Journal for Clinicians et de la revue médicale Drug Therapy. Au début des années 1970, elle commence à écrire de la fiction.
À New York, elle est tombée amoureuse et a épousé le Dr Gilbert Congdon Wood (né en 1915 - décédé en 2000), biologiste de l'American Cancer Society. En 1981, ils ont déménagé dans une ferme à Ridgefield, dans le Connecticut. En 2008, elle a épousé Dennis Preston Kazee et a déménagé à Lansing, Michigan.
Bari Wood a  écrit son premier roman, The Killing Gift, en 1975. Il a remporté le prix Putnam. Il a été suivi de Twins, roman qui s’inspire de l’affaire des jumeaux Marcus, écrit en 1977 en collaboration avec le journaliste Jack Geasland. En 1988, le roman a été adapté au cinéma sous le titre Dead Ringers avec Jeremy Irons dans les rôles principaux. Son roman de 1993 Doll's Eyes a été adapté en film sous le titre In Dreams en 1999.

## Œuvres

### Romans
- (en) The Killing Gift, 1975
- Faux-semblants, Presses de la Cité, 1988 ((en) Twins, 1977), trad. Thierry Arson, 293 p.  (ISBN 2-258-02585-0)Écrit avec Jack Geasland. Réédité en 1988 sous le titre Dead Ringers. Réédition, France Loisirs, 1989, 293 p. (ISBN 2-7242-4411-7) ; réédition, Pocket, coll. « Terreur » no 9029, 1990, 311 p. (ISBN 2-266-03469-3) ; réédition, Calmann-Lévy, coll. « Interstices », 2010, 293 p. (ISBN 978-2-7021-4073-4)
- (en) The Tribe, 1981
- (en) Lightsource, 1984
- Amy Girl, Presses de la Cité, 1988 ((en) Amy Girl, 1987), trad. Philippe Sabathé, 339 p.  (ISBN 2-258-02371-8)Réédition, France Loisirs, 1989, 339 p. (ISBN 2-7242-4297-1) ; réédition, Pocket, coll. « Terreur » no 9085, 1991, 352 p. (ISBN 2-266-04966-6) ; réédition, Pocket, coll. « Terreur » no 9085, 1992, 352 p. (ISBN 2-266-04966-6)
- Double Vue, Presses de la Cité, 1994 ((en) Doll's Eyes, 1993), trad. Jacques Martinache, 340 p.  (ISBN 2-258-03861-8)Réédition, France Loisirs, 1995, 338 p. (ISBN 2-7242-8948-X) ; réédition, Pocket, coll. « Terreur » no 9138, 1996, 338 p.  (ISBN 2-266-06429-0) ; réédition sous le titre Prémonitions, Pocket, coll. « Terreur » no 9138, 1999, 354 p. (ISBN 2-266-09398-3)
- Le Sous-sol, Presses de la Cité, 1999 ((en) The Basement, 1995), trad. Thierry Arson, 404 p.  (ISBN 2-258-04172-4)Réédition, France Loisirs, 1999, 404 p. (ISBN 2-7441-3092-3)

## Filmographie
- 1988 : Faux-semblants (Dead Ringers), réalisé par David Cronenberg. Basé sur Twins aka Dead Ringers[5].
- 1999 : Prémonitions (In Dreams), réalisé par Neil Jordan. Basé sur Doll's Eyes, adaptation de Bruce Robinson[6].